# Nikola Mektić
Nikola Mektić (Zagreb, 24 de dezembro de 1988) é um jogador de tênis profissional croata. Especialista em duplas, ele alcançou o primeiro lugar no ranking mundial de duplas masculinas em outubro de 2021, tornando-se o 55º jogador na história da ATP a alcançá-lo, e o segundo da Croácia a ocupar essa posição.
Ele é bicampeão do Grand Slam, tendo vencido o Torneio de Wimbledon de 2021 em duplas masculinas com o companheiro Mate Pavić, e o Australian Open de 2020 com Barbora Krejčíková em duplas mistas. Mektić também foi vice-campeão no US Open de 2020 com Wesley Koolhof em duplas masculinas, e no US Open de 2018 com Alicja Rosolska em duplas mistas.
Mektić ganhou dezesseis títulos de duplas no ATP Tour, incluindo seis no nível Masters 1000 com quatro parceiros diferentes. Mektić também venceu as finais da ATP de 2020 com Koolhof. No individual, ele alcançou sua mais alta classificação de mundo No. 213 em maio de 2013. Ele fez parte da equipe croata que ganhou o Copa Davis de 2018, e conquistou a medalha de ouro nos Jogos Olímpicos de Verão de 2020 ao lado de Pavić.